# Полевые записи
Полевые записи это термин, использующийся в отношении аудиозаписей, сделанных вне студии звукозаписи.
Полевые записи бывают трёх видов: 1) записи природы, необходимые для исследований и познания, 2) записи, используемые в качестве интершума к фильмам, 3) с появлением высококачественных переносных рекордеров, полевые записи сами по себе стали формой искусства и самовыражения.
Под "полевыми записями" могут также подразумеваться записи музыки на открытом воздухе (в поле, в лесу и т. п.)

## Технические особенности
В условиях природы приходится иметь дело с шумами, довольно низкими по громкости, поэтому необходима звукозаписывающая аппаратура, имеющая низкий  уровень аппаратного шума и хорошую частотную, динамическую чувствительность. В связи с этим, обычно специалисты имеют в своём арсенале высококачественные рекордеры и микрофоны, как правило, конденсаторные или динамические с суперкардиоидной направленностью. История создания полевых записей неразрывно связана с историей развития портативной записывающей техники.
Обычно записи природы делаются в том же виде, в каком они поступят на производство фильма или на продажу; такие характеристики, как стереобаза или частотная характеристика, остаются впоследствии без изменений. Поэтому для записи требуется стереопара микрофонов и устройство, записывающее звук в нужном формате.
Полевые записи приобрели популярность в 60-х годах 20 века с появлением компактных "reel-to-reel" катушечных магнитофонов. С приходом компактных аудиокассет процесс записи стал ещё удобнее. Использование цифровых носителей и аппаратуры, которые не так шумопроизводящи, как аналоговые приборы, вывело отрасль полевых записей на новый уровень. На данный момент в ход идут все носители и рекордеры, запись ведётся на компакт-диски, аудиокассеты, флеш-карты и т.п.
Работа звукооператора состоит в том, чтобы правильно или оригинально расположить микрофоны, так, чтобы создалась требуемая стереокартина.

## Исследования

### Этнос
Записи вне студии - единственный доступный и в то же время хороший способ проводить исследования этнической музыки, находясь непосредственно в среде изучения. Такие работы начаты Чарльзом Сиджером  and Джоном Лумаксом .

### Биоакустика
Полевые записи - важный инструмент в отрасли биоакустики, больше всего применительно к пению птиц.

## В искусстве

### Музыка
Записи природы часто используются в авангардной музыке, экспериментальной музыке, и чаще всего в эмбиенте, уже с самого начала развития жанра.
Звуки природы записываются и добавляются непосредственно в музыку, как, например, в альбомах Роберта Рича.

### Радио
На радио в основном используются записанные звуки поезда, выстрелов. Звуки могут подходить к теме передачи или подкаста.